# Moho de Hawaii
El moho de Hawaii (Moho nobilis) és un ocell extint de la família dels mohoids (Mohoidae).

## Hàbitat i distribució
Habitava el bosc dens de l'illa de Hawaii.